# Spinopilar apiacaensis
Spinopilar apiacaensis is een hooiwagen uit de familie Gonyleptidae.